# Gai Juli Pòstum
Gai Juli Pòstum (en llatí: Caius Iulius Postumus) va ser un magistrat romà del segle i.
Era fill de Sext Juli Pòstum un noble romà del que no consta cap càrrec. Va ser prefecte d'Egipte durant el regnat de l'emperador Claudi. El seu nom apareix a una inscripció esmentada per Jean Gruter.